# Збірна Азербайджану з футболу
Збірна Азербайджану з футболу — національна команда, якою керує Асоціація футбольних федерацій Азербайджану.
Станом на 3 квітня 2025 посідає 119-e місце у рейтингу футбольних збірних світу.

## Історія збірної
Перші футбольні клуби почали створюватися в 1905 році. Ці команди в основному представляли великі Бакинського нафтопромислового компанії[джерело?]. Перший офіційний чемпіонат був проведений в Баку в 1911 році, переможцем якого стала команда Англійської нафтової компанії під назвою «Британський Клуб». У 1912 році азербайджанська команда, складена в основному з бакинських футболістів провела першу міжнародну гру в Тбілісі, проти команди «Сокіл», в якій здобула перемогу з рахунком 4:2. Збірна Азербайджану провела свої перші товариські матчі в 1929 році проти збірної Ірану в Тегерані, в яких здобула три великі перемоги — 4:0, 4:1 і 11:0.

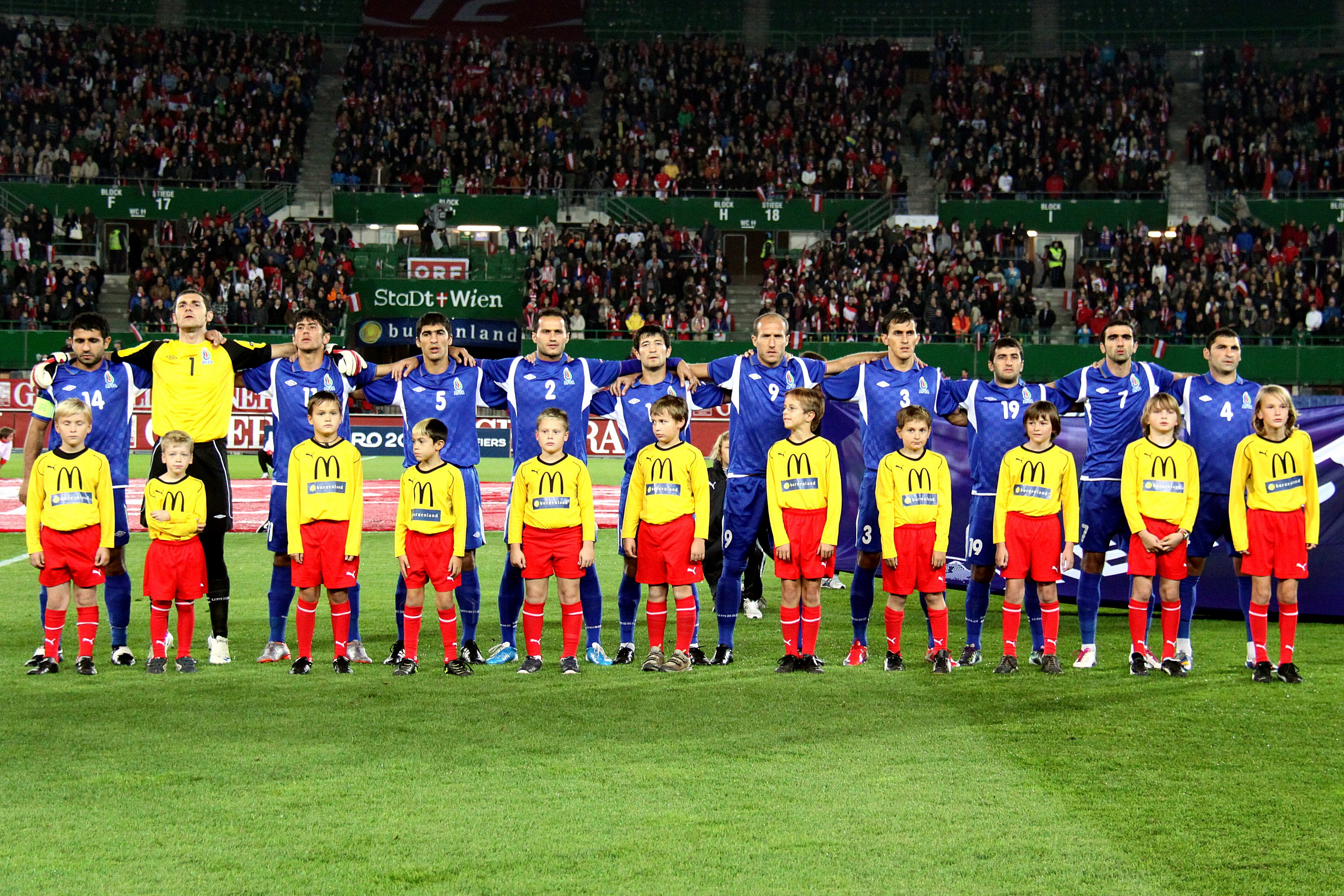
Азербайджан (08.10.2010)

### Нова історія
Емблема Асоціації футбольних федерацій Азербайджану до 2010 року
Після здобуття незалежності в 1991 році, в березні 1992 року була створена АФФА – Асоціація футбольних федерацій Азербайджану. У 1994 році АФФА була прийнята в УЄФА і ФІФА. У тому ж році збірна почала виступати у відбіркових матчах до чемпіонату Європи-96 та світу.

## Чемпіонати світу
- 1930–1994 — Азербайджанська РСР входила до складу СРСР, гравці виступали за збірну СРСР
- 1998–2022 — не пройшла кваліфікацію

## Чемпіонати Європи
- 1960–1992 — Азербайджанська РСР входила до складу СРСР, гравці виступали за збірну СРСР
- 1996–2024 — не пройшла кваліфікацію

## Ліга націй УЄФА
| Ліга націй УЄФА | Ліга націй УЄФА | Ліга націй УЄФА | Ліга націй УЄФА | Ліга націй УЄФА | Ліга націй УЄФА | Ліга націй УЄФА | Ліга націй УЄФА | Ліга націй УЄФА | Ліга націй УЄФА | Ліга націй УЄФА |
| Рік             | Ліга            | Група           | І               | В               | Н               | П               | М+              | М-              | П/П             | Рей             |
| --------------- | --------------- | --------------- | --------------- | --------------- | --------------- | --------------- | --------------- | --------------- | --------------- | --------------- |
| 2018—19         | D               | 3               | 6               | 2               | 3               | 1               | 7               | 6               |                 | 46-е            |
| 2020—21         | C               | 1               | 6               | 1               | 3               | 2               | 2               | 4               | ▬               | 43-е            |
| 2022—23         | C               | 3               | 6               | 3               | 1               | 2               | 7               | 4               | ▬               | 38-е            |
| 2024—25         | C               | Буде визначено  | Буде визначено  | Буде визначено  | Буде визначено  | Буде визначено  | Буде визначено  | Буде визначено  | Буде визначено  | Буде визначено  |
| Усього          | Усього          | Усього          | 18              | 6               | 7               | 5               | 16              | 14              |                 |                 |

## Ігри зУкраїною
| Дата           | Місце гри | Статус     | Господар    | Рахунок | Гість       |
| -------------- | --------- | ---------- | ----------- | ------- | ----------- |
| 28 лютого 2006 | Баку      | товариська | Азербайджан | 0:0     | Україна     |
| 15 серпня 2006 | Київ      | товариська | Україна     | 6:0     | Азербайджан |